# L'Ève future
L'Ève future est un roman de Villiers de l'Isle-Adam, publié en 1886.
Ce roman fantastique, également considéré comme l'une des œuvres fondatrices de la science-fiction, paraît d'abord en feuilleton dans La Vie moderne du 18 juillet 1885 au 27 mars 1886 avant d'être publié en volume chez M. de Brunhoff en 1886.

## Résumé
Lord Ewald tombe amoureux d'une actrice de théâtre, très belle mais à l'esprit trop quelconque à son goût. Afin de remplacer cette femme dans le cœur du jeune homme, l'ingénieur Thomas Edison lui propose son andréide. Il a en effet fabriqué un être artificiel et il attendait une occasion pour expérimenter son invention. Il lui propose donc d'adapter physiquement le prototype à son modèle humain, tout en le rendant spirituellement bien supérieur. Il donne à l'être fabriqué l'« âme » d'une jeune femme, d'une grande perfection morale, plongée dans un sommeil hypnotique profond.

## Analyse
Ce roman est considéré comme l'une des œuvres fondatrices de la science-fiction. Cependant, si la description de l'Ève et de son fonctionnement semble très technique, Villiers lui-même en revendiqua la non-exactitude, le but étant de critiquer l'habitude des scientifiques de l'époque de s'exprimer dans un jargon incompréhensible.
Cet ouvrage est également celui qui, le premier, a utilisé le mot « androïde » (ou andréide) dans son acception actuelle,.
Villiers fréquentait les cercles occultistes de l'époque, aussi l'attribution de l’âme d'une femme, en sommeil hypnotique, à l'andréïde vient de la théorie de la décorporation (ou voyage astral), possible dissociation de l'âme d'avec le corps pendant la vie.
Cette œuvre est notamment critiquée pour sa profonde misogynie,.